# Stenelmis yangi
Stenelmis yangi là một loài bọ cánh cứng trong họ Elmidae. Loài này được Zhang & Ding miêu tả khoa học năm 1995.